# Anomalepis mexicanus
Anomalepis mexicanus är en kräldjursart som beskrevs av den italienske zoologen Giorgio Jan 1860. Anomalepis mexicanus är en orm som ingår i släktet Anomalepis, och familjen Anomalepididae. Inga underarter finns listade i Catalogue of Life.

## Utbredning
A. mexicanus är en art som förekommer i Nicaragua, Costa Rica och Panama.